# 103번가역 (IND 8번로선)
103번가역(103rd Street)은 미국 뉴욕 지하철 IND 8번로선의 역이다. 어퍼웨스트사이드의 서103번가와 센트럴 파크 웨스트에 위치한 이 열차는 평일에 B, 심야를 제외한 전시간에 C, 심야에 A 열차가 운행된다.

## 역사
1932년 9월 10일, 이 역은 시에서 운영하는 인디펜던트 서브웨이 시스템(IND)의 초기 구간인 챔버스 스트리트와 207번가 사이의 8번로선의 일부로 개업했다. 전체 노선의 건설에는 1억 9,120만 달러(2021년 3,797.4만 달러)가 소요되었다. IRT 브로드웨이-7번로선은 이미 병렬 서비스를 제공했지만, 센트럴 파크 웨스트를 경유하는 새로운 8번로 지하철은 대체 경로를 제공했다.

## 역 구조
틀:NYCS Platform Layout IND Eighth Avenue Line/CPW local

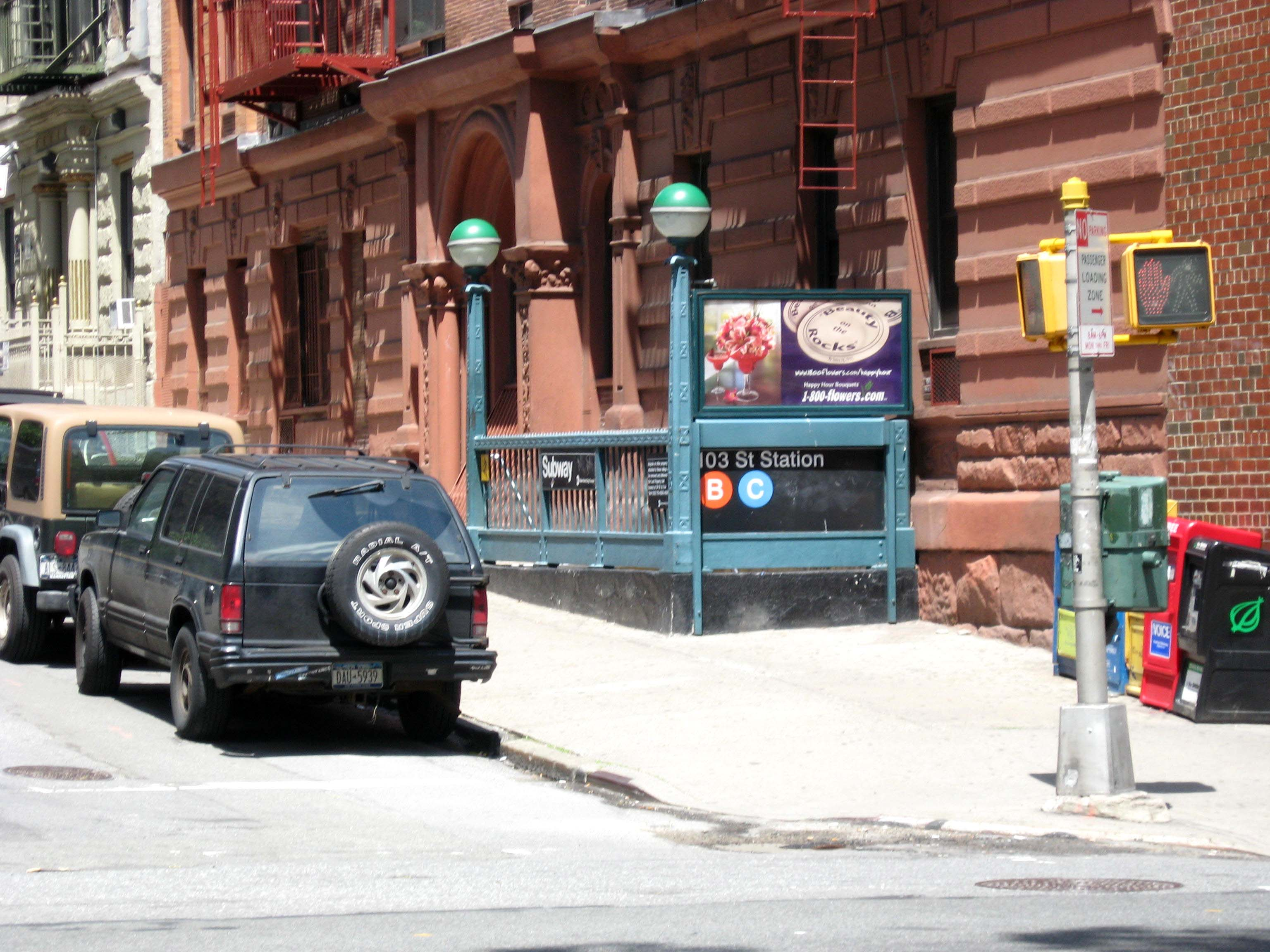
103번가 출구

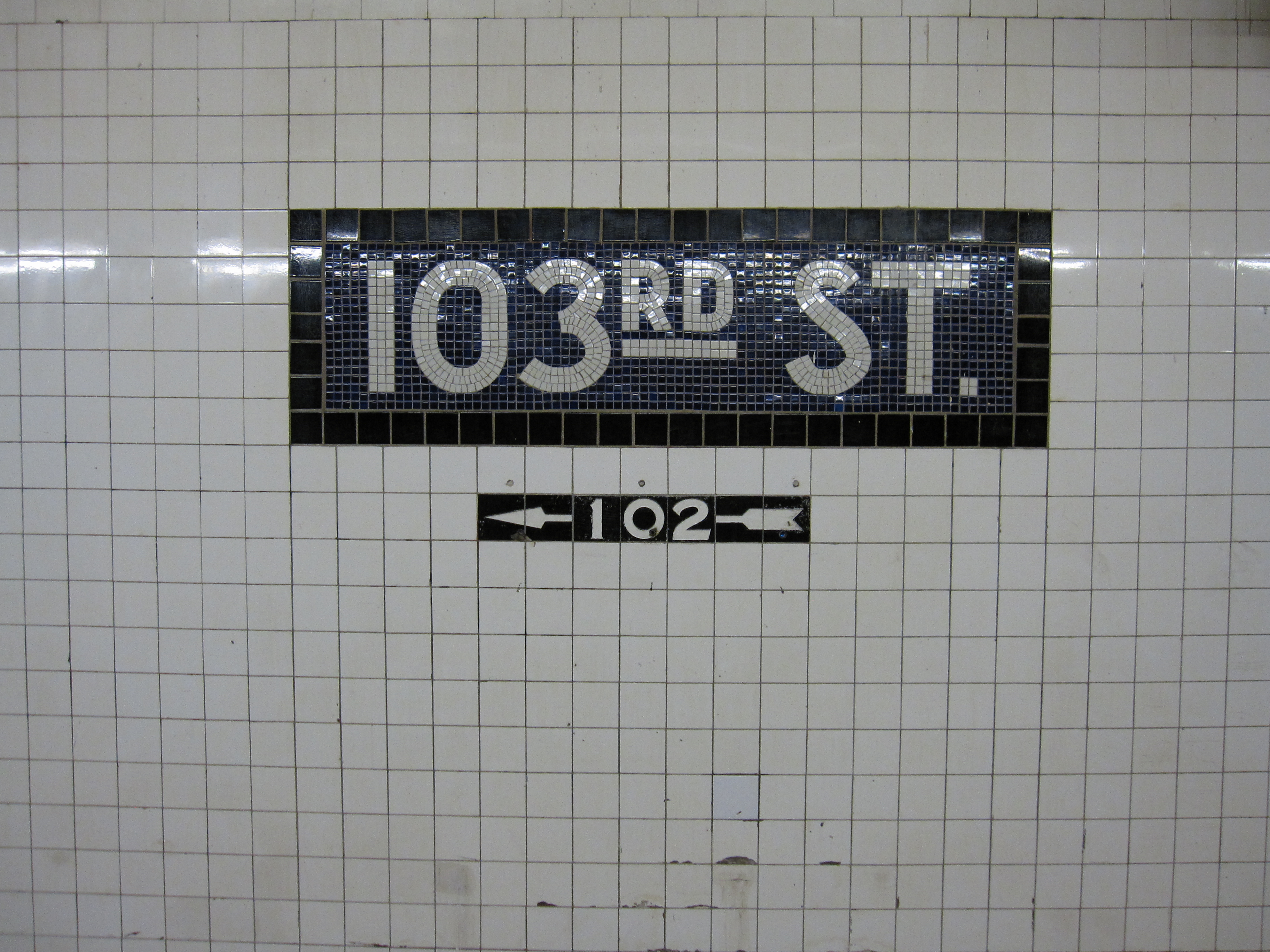
검은색 테두리의 파란색 배경의 타일 색상

이 역은 2층 지상역으로, 상부층에는 북행, 하부층에는 남행 열차가 지난다. 각 층은 2개 선로 서쪽에 1면 1선의 승강장이 있다.
두 승강장 모두 트림 라인이 없지만, 역명판은 심야 파란색 배경과 검은색 테두리에 흰색 산세리프 문자로 "103RD ST"라고 표시되어 있다. 흰색 번호를 가진 작은 검은색 "103" 표지판은 일정한 간격으로 타일을 따라 배치되고 같은 스타일의 방향 표지판은 이름판 아래에 있다. 파란색 기둥은 두 승강장을 따라 일정한 간격으로 배치되며, 이외에 흰색 번호의 표준 검은색 역명판을 가지고 있다.
이 역 내에서, 북행 급행 선로는 북행 완행 선로가 그 위를 건널 수 있도록 하기 위해 하강하다가 110번가역에서 상승한다. 여기서 노선은 측면의 완행 선로와 중앙의 급행 선로가 나란히 있는 표준 2복선이 된다.
IRT 레녹스 애비뉴선은 센트럴 파크 노스-110번가-서104번가 북쪽 끝에 이 역을 지난다. 승강장에서는 노선이 보이지 않는다. 센트럴 파크 웨스트와 서104번가의 동쪽에는 센트럴 파크에 인접하여 역 아래를 지나는 IRT노선용 작은 벽돌에 둘러싸인 비상구가 있다. 여기서부터 이 선은 북동쪽으로 굽어져 이 지점에서 센트럴 파크의 노스 우즈 바로 아래를 지난다.

### 출구
이 역은 상층 승강장 중앙에 하나의 운임 구역이 있다. 계단 하나는 개찰구가 토큰 부스로 연결되기전 두 승강장을 연결하고, 다른 하나는 서103번가와 센트럴 파크 웨스트의 북서쪽 모퉁이로 올라간다. 역은 거리층까지 열린 계단이 하나밖에 없다는 점에서 독특하다.
가려진 방향 표지판은 두 개의 운임 구역이 더 있었다는 것을 보여주고 있다. 가장 남쪽 끝에 있는 한 쪽 출구에는 서102번가와 센트럴 파크 웨스트의 남서쪽 모퉁이로 가는 두 개의 계단이 있었고, 가장 북쪽 끝에 있는 다른 쪽 출구에는 서104번가의 서쪽 모퉁이로 가는 두 개의 계단이 있었다. 이러한 출구의 존재에 대한 추가적인 증거는 양쪽층의 새로운 타일링과 상부층의 개조된 보관 공간으로 이어지는 출입구를 포함한다. 서104번가로 가는 계단이 있는 운임 구역은 1940년에, 그리고 역 개업후 불과 두 달 후인 1932년 11월에 잦은 파손 행위로 인해 폐쇄된 것으로 보고있다.